# Eophileurus oblongus
Eophileurus oblongus är en skalbaggsart som beskrevs av Lamant-voirin 1995. Eophileurus oblongus ingår i släktet Eophileurus och familjen Dynastidae. Inga underarter finns listade i Catalogue of Life.